# Lionel C. McGarr

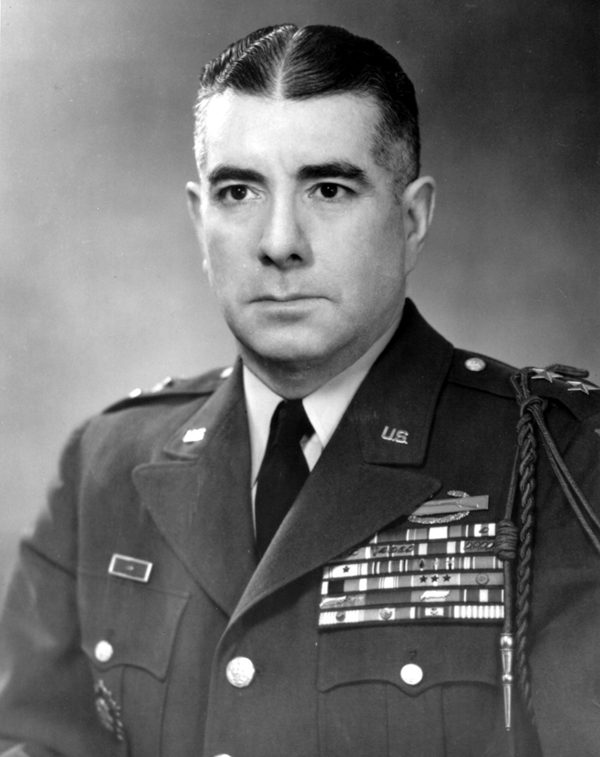
Lionel C. McGarr (1960)

Lionel Charles McGarr (* 5. März 1904 in Yuma, Arizona-Territorium; † 3. November 1988 in San Francisco, Kalifornien) war ein Generalleutnant der United States Army. Er war unter anderem Kommandeur der 7. Infanteriedivision. 
In den Jahren 1924 bis 1928 durchlief Lionel McGarr die United States Military Academy in West Point. Nach seiner Graduation wurde er als Leutnant der Infanterie zugeteilt. In der Armee durchlief er anschließend alle Offiziersränge vom Leutnant bis zum Drei-Sterne-General.
In seinen jüngeren Jahren absolvierte er den für Offiziere in den niederen Rangstufen üblichen Dienst in unterschiedlichen Einheiten und Standorten. Dazu gehörten auch Aufgaben als Stabsoffizier in verschiedenen Hauptquartieren. In den Jahren 1934 bis 1938 kommandierte er eine Infanteriekompanie. Danach war er bis 1941 Ausbildungsoffizier bei der National Garde von Hawaii. Anschließend war er für einige Zeit als Nachrichtenoffizier tätig.
Während des Zweiten Weltkriegs war er auf dem europäischen Kriegsschauplatz eingesetzt. Dabei war er im Verlauf des Kriegs in Nordafrika, Italien, Frankreich und Deutschland als Offizier im Einsatz. Zwischen Oktober 1943 und Mai 1945 kommandierte er, mit einer kurzen Unterbrechung im Dezember 1944, das 30. Infanterieregiment. Im Dezember 1944 diente er kurzfristig als Stabsoffizier in der 3. Infanteriedivision, zu der auch das 30. Infanterieregiment gehörte.
Nach dem Krieg war McGarr in den Jahren 1945 und 1946 erneut Stabsoffizier bei der 3. Infanteriedivision, die damals im besetzten Deutschland stationiert war. Im Jahr 1947 absolvierte er das National War College. Danach gehörte er der Nachrichtenabteilung (G2) im Generalstab des Heeres an. Im Jahr 1948 wurde er nach Österreich versetzt, wo er das dort stationierte 350. Infanterieregiment kommandierte. Danach war er Generalstabsoffizier (Tactical Inspector) im Hauptquartier der amerikanischen Truppen in Österreich.
Im Jahr 1951 wurde er zum Stab der 2. Infanteriedivision versetzt, die im Koreakrieg eingesetzt war. Danach leitete er das Prisoner of War Command, das sich mit Umgang mit Kriegsgefangenen befasste. Zwischen Oktober 1953 und Mai 1954 hatte Lionel McGarr den Oberbefehl über die 7. Infanteriedivision, die an der  Demilitarisierten Zone in Süd-Korea stationiert war. Anschließend kommandierte er das United States Carribean Command, eine Vorläuferorganisation des späteren United States Southern Commands.
Nach diesem Kommando wurde er nach Fort Leavenworth in Kansas versetzt, wo er die Leitung des Command and General Staff Colleges übernahm, die er zwischen Juli 1956 und August 1960 innehatte. Im September 1960 erfolgte seine Beförderung zum Generalleutnant. Anschließend wurde er im Vietnamkrieg eingesetzt, wo er bis 1962 die dortige Military Assistance Advisory Group-Vietnam (MAAG-V) kommandierte. Am 1. Juli 1962 trat er in den Ruhestand.
Lionel McGarr verbrachte seinen Lebensabend in Lafayette in Kalifornien. Er starb am 3. November 1988 in San Francisco und wurde auf dem San Francisco National Cemetery beigesetzt.

## Orden und Auszeichnungen
Lionel McGarr erhielt im Lauf seiner militärischen Laufbahn unter anderem folgende Auszeichnungen:
- Distinguished Service Cross
- Army Distinguished Service Medal
- Silver Star
- Legion of Merit
- Bronze Star Medal
- Purple Heart